# Alloplasta subgrisea
Alloplasta subgrisea är en stekelart som beskrevs av Dmitriy R. Kasparyan 2007. Alloplasta subgrisea ingår i släktet Alloplasta och familjen brokparasitsteklar. Inga underarter finns listade i Catalogue of Life.